# Oenosandra boisduvalii
Oenosandra boisduvalii is een vlindersoort uit de familie  Oenosandridae. Deze soort komt uitsluitend voor in het zuiden van Australië.
De spanwijdte is zo'n 5 cm. Het vrouwtje is wit met een zwarte band in de lengterichting over de voorvleugel. In deze band is enige gele spikkeling. Het mannetje heeft een grijze voorvleugel met enige gele en zwarte spikkeling. De achtervleugel is wit, en in de beharing achter de kop zitten witte plukken. Bij mannetje zowel als vrouwtje is het lijf zwart met gele ringen. De seksuele dimorfie is zodanig, dat mannetje en vrouwtje oorspronkelijk als verschillende soorten werden beschouwd.
Als waardplanten worden Eucalyptus-soorten gebruikt. De ovale eitjes worden in groepjes afgezet en bedekt met haren. De rups is zwart met witte stippen, niet erg talrijke stugge witte haren en een roodbruine kop. De rups rust overdag onder boomschors en eet 's nachts.